# Mitra lienardi
Mitra lienardi là một loài ốc biển, là động vật thân mềm chân bụng sống ở biển trong họ Mitridae, họ ốc méo miệng.

## Phân bố
Chúng phân bố ở Ấn Độ Dương dọc theo vùng bể Mascarene